# Иерусалимский музей природы

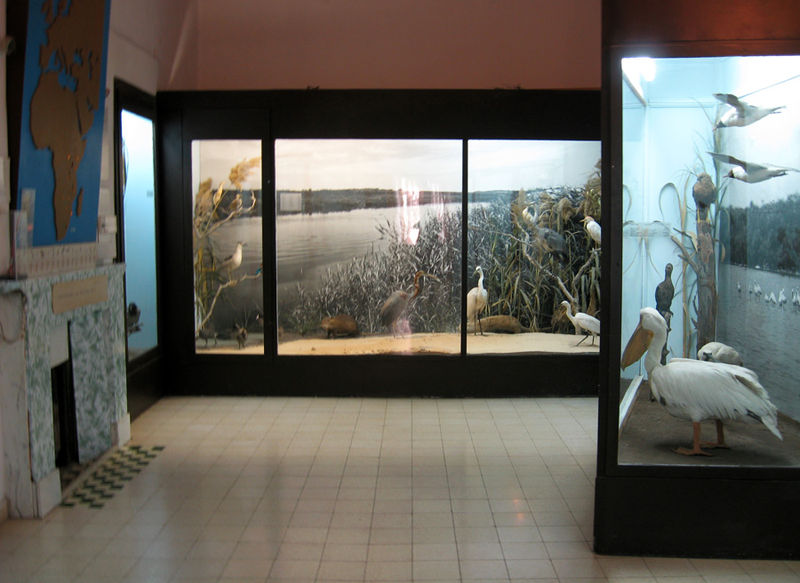
Экспозиция музея

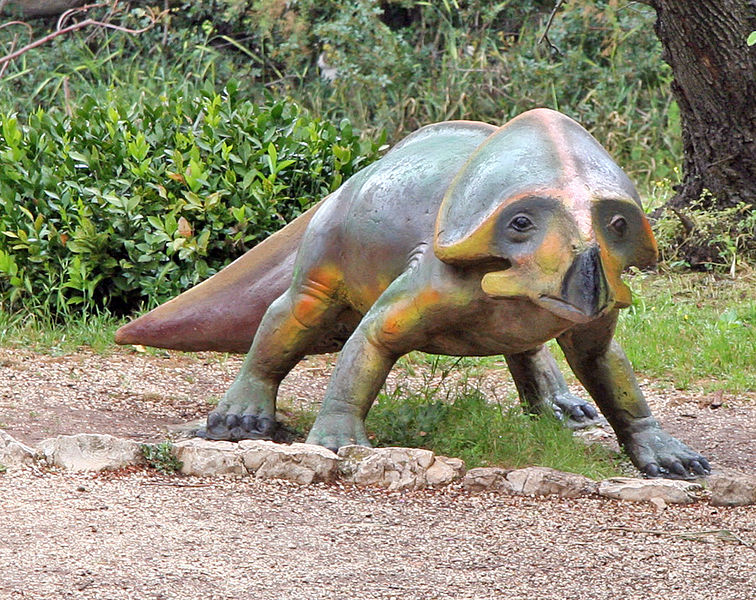
Скульптура во дворе музея

Иерусалимский музей природы расположен рядом с Немецкой слободой в Иерусалиме, и включает богатую экспозицию в области биологии, экологии и анатомии. Самая большая часть экспозиции посвящена птицам, млекопитающим и пресмыкающимся в Израиле. Имеется большая экспозиция на тему динозавров. Здесь работают многочисленные детские кружки, летний лагерь, подготовительные курсы для поступления в художественные вузы и общественный сад.

## История здания и музея
Музей находится в старинном двухэтажном каменном здании, построенном в шестидесятые годы XIX века вдали от стен Старого Города. Хозяин усадьбы, богатый армянский торговец, Лазарус Поль Маргарьян (Lazarus Paul Margharian) посадил вокруг дома прекрасный сад и оградил его высокой стеной. В стене двое ворот. Около парадного входа табличка: « Deccan Villa». На территории находятся пять подземных цистерн для сбора дождевой воды. В конце XIX века к югу от усадьбы началось строительство Немецкой Слободы.
В начале XX века здание было передано властям Османской империи и служило резиденцией для различных учреждений. После первой мировой войны, в течение всего периода Британского мандата, здесь действовал офицерский клуб. Под этим прикрытием в здании работал отдел британской разведки и наблюдательный пункт. Отсюда велись наблюдения за военными учениями Пальмаха, проходившими неподалёку.
Музей природы был открыт для широкой публики в 1962 году.

## Живой уголок
Живой уголок расположен в северо-восточной части парка. Здесь находятся водоплавающие птицы, грызуны, пресмыкающиеся и другие животные, за которыми ухаживают работники музея и юные натуралисты.

## Учебная пасека
В северо-западной части парка находится учебная пасека с центром изучения жизни пчёл и наблюдательным ульем.

## Развитие музея
В музее бережно сохраняют экспозицию. Со временем она пополнилась залами геологии, биоразнообразия, диорамами, представляющими жизнь животных в их естественной среде обитания. Большинство диорам в музее создано при участии художника профессора Дмитрия Барановского.
Имеется зал временной экспозиции, в котором в настоящее время представлена выставка на тему «Землетрясения».
В 2008 году предложен проект создания на базе музея городского экологического центра, включающего реставрацию исторического здания музея и подземных цистерн для воды и постоянную экспозицию экологически чистых технологий и солнечной энергетики.